# Chazeuil (Nièvre)
Chazeuil ist eine französische Gemeinde mit 61 Einwohnern (Stand 1. Januar 2022) im Département Nièvre in der Region Bourgogne-Franche-Comté (vor 2016 Bourgogne). Sie gehört zum Arrondissement Clamecy und zum Kanton Corbigny (bis 2015 Brinon-sur-Beuvron). Die Einwohner werden Chazuilois genannt.

## Geographie
Chazeuil liegt etwa sechzig Kilometer südsüdwestlich von Auxerre am Rande des Morvan. Umgeben wird Chazeuil von den Nachbargemeinden von Corvol-d’Embernard im Norden, Chevannes-Changy im Osten, Authiou im Süden und Osten, Arzembouy im Südwesten sowie Champlemy im Nordwesten.

## Bevölkerungsentwicklung
| Jahr                       | 1962 | 1968 | 1975 | 1982 | 1990 | 1999 | 2006 | 2011 | 2016 |
| Einwohner                  | 73   | 66   | 73   | 54   | 39   | 51   | 68   | 54   | 61   |
| Quellen: Cassini und INSEE |      |      |      |      |      |      |      |      |      |

## Sehenswürdigkeiten
- Kirche Saint-Denis aus dem 15. Jahrhundert
- Domänen Ober- und Unterschloss aus dem 19. Jahrhundert

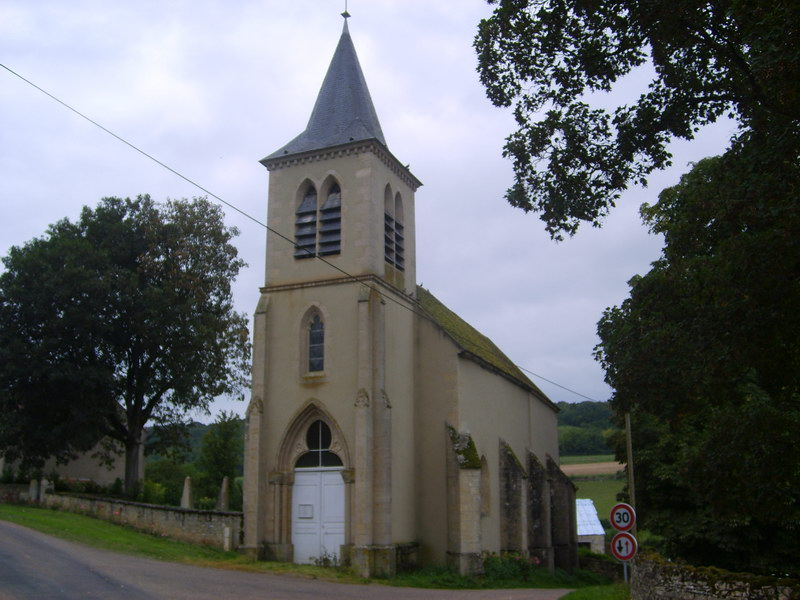
Kirche Saint-Denis
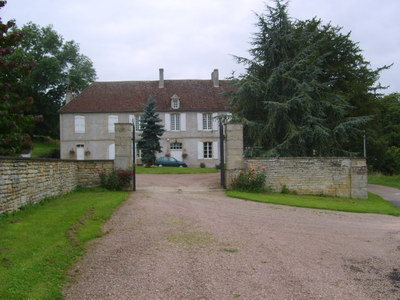
Oberschloss
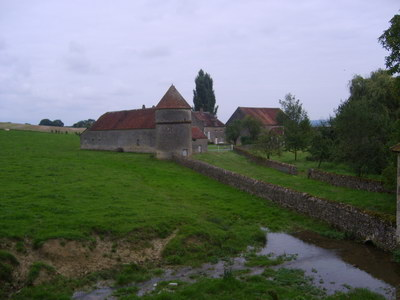
Unterschloss